# R243-as főút (Oroszország)
Az R243-as főút (oroszul: Автомобильная дорога федерального значения P243) Oroszország egyik szövetségi jelentőségű autóútja az ország európai részén, Kosztroma–Kirov–Perm között. Hossza: 882 km. (Ettől eltérő adatokat is említenek). 
Az útvonal korábban regionális jelentőségű státusú volt, 2016. január 1-től kezdve számít szövetségi jelentőségűnek, akkor kapott új útszámot. A változás azt is jelenti, hogy az út fenntartását központi forrásokból fedezik, és az addig elhanyagolt állapotban lévő útszakaszok javítására több pénz jut. Az oroszországi utakon az R – orosz P – mindig azt jelzi, hogy az útvonal régiók (szubjektumok) székhelyeit köti össze.

## Útvonal
A főút Kosztromából kiindulva kelet felé, majd északkelet felé vezet, Afanaszjevótól pedig végig nagyjából délkelet felé halad. Több jelentős folyót keresztez, köztük a Vetlugát, a Vjatkát és kétszer is a Kámát.
- Kosztromai terület
  - Kosztroma
  - Szugyiszlavl
  - Osztrovszkoje
  - Kadij
    - Híd a Nyeja folyón

  - Makarjev
  - Manturovo
    - Híd az Unzsa folyón
    - Híd a Vetluga folyón

  - Sarja
  - Ponazirevo
    - Híd a Nyeja folyón

- Kirovi terület
  - Leninszkoje
  - Szvecsa
  - Kotyelnyics  >>> innentől azonos az R176-os főút egy szakaszával
    - Híd a Moloma folyón

  - Orlov
  - Kirov  >>> az R176-os főúttal azonos útszakasz vége
  - Szlobodszkoj
    - Híd a Belaja Holunyica folyón

  - Belaja Holunyica
  - Omutnyinszk
    - Híd a Vjatka folyón

  - Jezsovo
    - Híd a Káma folyón

  - Afanaszjevo

- Permi határterület
  - Szatyino
    - Híd az Obva folyón

  - Karagaj >>>  innentől azonos az A153-as út egy szakaszával
    -  >>> az A153-assal azonos útszakasz vége; innentől végig az  „Volga” főúttal azonos

  - Krasznokamszk
    - Híd a Káma folyón

  - Perm  >>> az M7-es „Volga” főúttal azonos szakasz vége.